# Comuna Țibana, Iași
Țibana este o comună în județul Iași, Moldova, România, formată din satele Alexeni, Domnița, Gârbești, Moara Ciornei, Oproaia, Poiana de Sus, Poiana Mănăstirii, Runcu, Țibana (reședința) și Vadu Vejei.

## Așezare
Comuna se află în sud-vestul județului, la limita cu județul Neamț, pe malurile râului Sacovăț. Este străbătută de șoseaua județeană DJ248A, care o leagă spre nord-est de Voinești și Miroslava, și spre sud de Țibănești, și mai departe în județul Vaslui de Todirești (unde se termină în DN15D). Lângă Poiana de Sus, din acest drum se ramifică șoseaua județeană DJ282E, care duce spre nord la Mădârjac, Sinești, Lungani și Bălțați (unde se termină în DN28).

## Demografie
Componența etnică a comunei Țibana
     Români (85,31%)
     Alte etnii (14,69%)
Componența confesională a comunei Țibana
     Ortodocși (84,08%)
     Alte religii (1,07%)
     Necunoscută (14,85%)
Conform recensământului efectuat în 2021, populația comunei Țibana se ridică la 6.459 de locuitori, în scădere față de recensământul anterior din 2011, când fuseseră înregistrați 7.273 de locuitori. Majoritatea locuitorilor sunt români (85,31%). Din punct de vedere confesional, majoritatea locuitorilor sunt ortodocși (84,08%), iar pentru 14,85% nu se cunoaște apartenența confesională.

## Politică și administrație
Comuna Țibana este administrată de un primar și un consiliu local compus din 15 consilieri. Primarul, Gheorghe Rotaru[*], de la Partidul Social Democrat, este în funcție din 2012. Începând cu alegerile locale din 2024, consiliul local are următoarea componență pe partide politice:
|  | Partid                          | Consilieri | Componența Consiliului | Componența Consiliului | Componența Consiliului | Componența Consiliului | Componența Consiliului | Componența Consiliului | Componența Consiliului | Componența Consiliului |
|  | ------------------------------- | ---------- | ---------------------- | ---------------------- | ---------------------- | ---------------------- | ---------------------- | ---------------------- | ---------------------- | ---------------------- |
|  | Partidul Social Democrat        | 8          |                        |                        |                        |                        |                        |                        |                        |                        |
|  | Partidul Național Liberal       | 4          |                        |                        |                        |                        |                        |                        |                        |                        |
|  | Alianța pentru Unirea Românilor | 2          |                        |                        |                        |                        |                        |                        |                        |                        |
|  | Partidul Mișcarea Populară      | 1          |                        |                        |                        |                        |                        |                        |                        |                        |

## Istorie
La sfârșitul secolului al XIX-lea, pe teritoriul actual al comunei trecea limita între județele Iași și Vaslui, satele ce existau la acea vreme făcând parte din comuna Tângujei din plasa Fundurile, județul Vaslui, în vreme ce târgușorul Țibana făcea parte din comuna Mironeasa. Comuna s-a format în 1931, în cadrul județului Vaslui, cu satele Domnița, Moara lui Ciornei, Pănoasa, Poiana Mănăstirii, Poiana de Sus, Secături și Țibana.
În 1950, comuna a fost transferată raionului Negrești din regiunea Iași. Satul Secături a primit în 1968 denumirea de Livada Nouă, pentru ca în 1968 să fie desființat și inclus în satul Domnița. Tot în 1968, comuna a fost trecută la județul Iași, în alcătuirea actuală.

## Monumente istorice
Singurul obiectiv din comuna Țibana inclus în lista monumentelor istorice din județul Iași ca monument de interes local este situl arheologic din punctul „Între Șanțuri”, pe un platou înalt aflat la 3 km nord-nord-est de satul Poiana Mănăstirii, unde au fost găsite urmele unei cetăți din secolele al IV-lea–al III-lea î.e.n. (perioada Latène).